# Mario Jež
Mario Jež, slovenski inženir strojništva , * 18. julij 1924, Beograd, † 2. maj 1978, Ljubljana.
Leta 1952 je diplomiral iz strojništva na ljubljanski Tehniški visoki šoli. V letih 1956−1960 je bil tehnični direktor v ljubljanskem podjetju Litostroj, tu je vpeljal proizvodnjo viličarjev, mobilnih dvigal, hidravličnih stiskalnic in dizelskih motorjev. Med letoma 1970 in 1975 je bil direktor tehnološko-projektivnega sektorja v Iskrinem Zavodu za avtomatizacijo, kjer je izpeljal avtomatizacijo več proizvodnih procesov v Jugoslaviji. Od leta 1963 je bil predavatelj na Fakulteti za strojništvo v Ljubljani  in od 1975 redni profesor na Visoki šoli za organizaciji dela v Kranju.